# Vitträskholmen
Vitträskholmen är en ö i Finland. Den ligger i sjön Vitträsk och i kommunen Kyrkslätt i den ekonomiska regionen  Helsingfors  och landskapet Nyland, i den södra delen av landet, 24 km väster om huvudstaden Helsingfors. Öns area är 7,7 hektar och dess största längd är 420 meter i sydöst-nordvästlig riktning.